# Beaupouyet
Beaupouyet is een gemeente in het Franse departement Dordogne (regio Nouvelle-Aquitaine) en telt 436 inwoners (2004). De plaats maakt deel uit van het arrondissement Périgueux.

## Geografie
De oppervlakte van Beaupouyet bedraagt 23,1 km², de bevolkingsdichtheid is 18,9 inwoners per km².
De onderstaande kaart toont de ligging van Beaupouyet met de belangrijkste infrastructuur en aangrenzende gemeenten.

## Demografie
Onderstaande figuur toont het verloop van het inwonertal (bron: INSEE-tellingen).